# Nagyzsám község
Nagyzsám község (románul: Comuna Jamu Mare) község Temes megyében, Romániában. Központja Nagyzsám, beosztott falvai Ermény, Ferendia, Klopódia, Lacunás.

## Népessége
A 2011-es népszámlálás adatai alapján a község népessége 2971 fő volt.